# Nemanja Antonov
Nemanja Antonov (Servisch: Немања Антонов) (Pančevo, 6 mei 1995) is een Servisch betaald profvoetballer die sinds februari 2019 onder contract ligt bij de Belgische ploeg Royal Excel Moeskroen. Antonov staat bekend om zijn goede linkervoet en werd door Play Sports-commentator Philippe Crols ook wel vergeleken met zijn landgenoot Aleksandar Kolarov.

## Clubcarrière
Antonov is een jeugdproduct van OFK Beograd. Na twee volledige seizoenen in het eerste elftal vond in 2015 een transfer plaats naar de Zwitserse eersteklasser Grasshopper Club Zürich, die hem in het seizoen 2017/18 uitleende aan de Servische topclub FK Partizan. In januari 2019 mocht hij transfervrij vertrekken van de Zwitsers, die op het einde van het seizoen uit de Super League zouden degraderen. Op 5 februari 2019, enkele dagen na het sluiten van de transfermarkt, vond hij onderdak bij de Belgische eersteklasser Royal Excel Moeskroen.
Antonov maakte op 23 februari 2019 zijn Moeskroen-debuut tegen Sint-Truidense VV. In zijn derde wedstrijd voor Moeskroen trof hij raak tegen Club Brugge, waardoor de Bruggelingen puntenverlies leden in de race om de titel. In het seizoen 2019/20 moest hij met Rafał Pietrzak en Jérémy Huyghebaert strijden om de plaats van vaste linksachter. Op 23 november 2019 scoorde hij via een vrije trap tegen regerend landskampioen KRC Genk.

## Clubstatistieken
| Seizoen         | Club                  | Land                 | Competitie         | Competitie | Competitie | Beker | Beker | Europees | Europees | Totaal | Totaal |
| Seizoen         | Club                  | Land                 | Competitie         | Wed.       | Dlp.       | Wed.  | Dlp.  | Wed.     | Dlp.     | Wed.   | Dlp.   |
| --------------- | --------------------- | -------------------- | ------------------ | ---------- | ---------- | ----- | ----- | -------- | -------- | ------ | ------ |
| 2012/13         | OFK Beograd           | Vlag van Servië      | Jelen SuperLiga    | 1          | 0          | 0     | 0     | —        | —        | 1      | 0      |
| 2013/14         | OFK Beograd           | Vlag van Servië      | Jelen SuperLiga    | 16         | 0          | 3     | 0     | —        | —        | 19     | 0      |
| 2014/15         | OFK Beograd           | Vlag van Servië      | Jelen SuperLiga    | 24         | 0          | 2     | 0     | —        | —        | 26     | 0      |
| 2015/16         | Grasshopper Zürich    | Vlag van Zwitserland | Super League       | 21         | 0          | 2     | 0     | —        | —        | 23     | 0      |
| 2016/17         | Grasshopper Zürich    | Vlag van Zwitserland | Super League       | 28         | 0          | 2     | 0     | 2        | 0        | 32     | 0      |
| 2017/18         | Grasshopper Zürich    | Vlag van Zwitserland | Super League       | 1          | 0          | 0     | 0     | —        | —        | 1      | 0      |
| 2017/18         | → FK Partizan         | Vlag van Servië      | Superliga          | 11         | 0          | 3     | 1     | 0        | 0        | 14     | 1      |
| 2018/19         | Grasshopper Zürich    | Vlag van Zwitserland | Super League       | 0          | 0          | 0     | 0     | —        | —        | 0      | 0      |
| 2018/19         | Royal Excel Moeskroen | Vlag van België      | Jupiler Pro League | 12         | 1          | 0     | 0     | —        | —        | 12     | 1      |
| 2019/20         | Royal Excel Moeskroen | Vlag van België      | Jupiler Pro League | 12         | 1          | 1     | 0     | —        | —        | 13     | 1      |
| Carrière totaal | Carrière totaal       | Carrière totaal      | Carrière totaal    | 126        | 2          | 13    | 1     | 2        | 0        | 141    | 3      |

Bijgewerkt op 11 december 2019.

## Interlandcarrière
Antonov speelde in 2013/14 voor de U19 van Servië, en nam in 2015 met de nationale selectie U20 van Servië deel aan het Wereldkampioenschap voetbal onder 20. Hij stond op het toernooi in het basiselftal dat op dit WK de wereldtitel behaalde.

## Erelijst
| Competitie         |             |             |             |             |
| Competitie         | Aantal      | Jaren       |             |             |
| FK Partizan        | FK Partizan | FK Partizan | FK Partizan | FK Partizan |
| ------------------ | ----------- | ----------- | ----------- | ----------- |
| Beker van Servië   | 1x          | 2017/18     |             |             |
| Servië –20         |             |             |             |             |
| Wereldkampioen –20 | 1x          | 2015        |             |             |